# 古米亚
古米亚（Gumia），是印度贾坎德邦Bokaro县的一个城镇。总人口45532（2001年）。

## 人口
该地2001年总人口45532人，其中男性24000人，女性21532人；0—6岁人口6302人，其中男3231人，女3071人；识字率63.53%，其中男性为74.05%，女性为51.81%。